# Ervin Rössler
Ervin Rössler (též Erwin Rößler, 20. srpna 1876 Kyjov – 6. ledna 1933 Záhřeb) byl česko-chorvatský biolog, ornitolog, lesnický odborník a vysokoškolský pedagog. Je považován za zakladatele moderní ornitologie v Chorvatsku.

## Životopis
Narodil se v Kyjově na jižní Moravě, základní a střední školu ale vychodil v Osijeku v chorvatské Slavonii, kam se rodina z Kyjova přestěhovala. Následně vystudoval přírodní vědy na univerzitě v Záhřebu. V roce 1893 začal studovat migraci ptáků v oblasti Osijeku. Poté chvíli působil jako učitel, v roce 1900 potom získal doktorát za svůj ornitologický výzkum. V roce 1901 založil chorvatské ornitologické centrum, v roce 1902 potom vydal atlas ptáků Chorvatska. Studoval také ještěrky lacertid na jihodalmácských ostrovech. V roce 1904 se začal vyučovat ornitologii na Záhřebské univerzitě a zároveň zde učil také obory zemědělská a lesnická zoologie. V roce 1910 organizoval systematické kroužkování ptactva na území Chorvatska. V letech 1910 až 1928 také redigoval myslivecký časopis Lovački vjesnik. V letech 1927–1929 se zaměřil na obor rybářství a chov ryb, mj. zkoumal perspektivu chovu kaprů.
Zemřel 6. ledna 1933 v Záhřebu.